# St. Nicolai (Untermaschwitz)

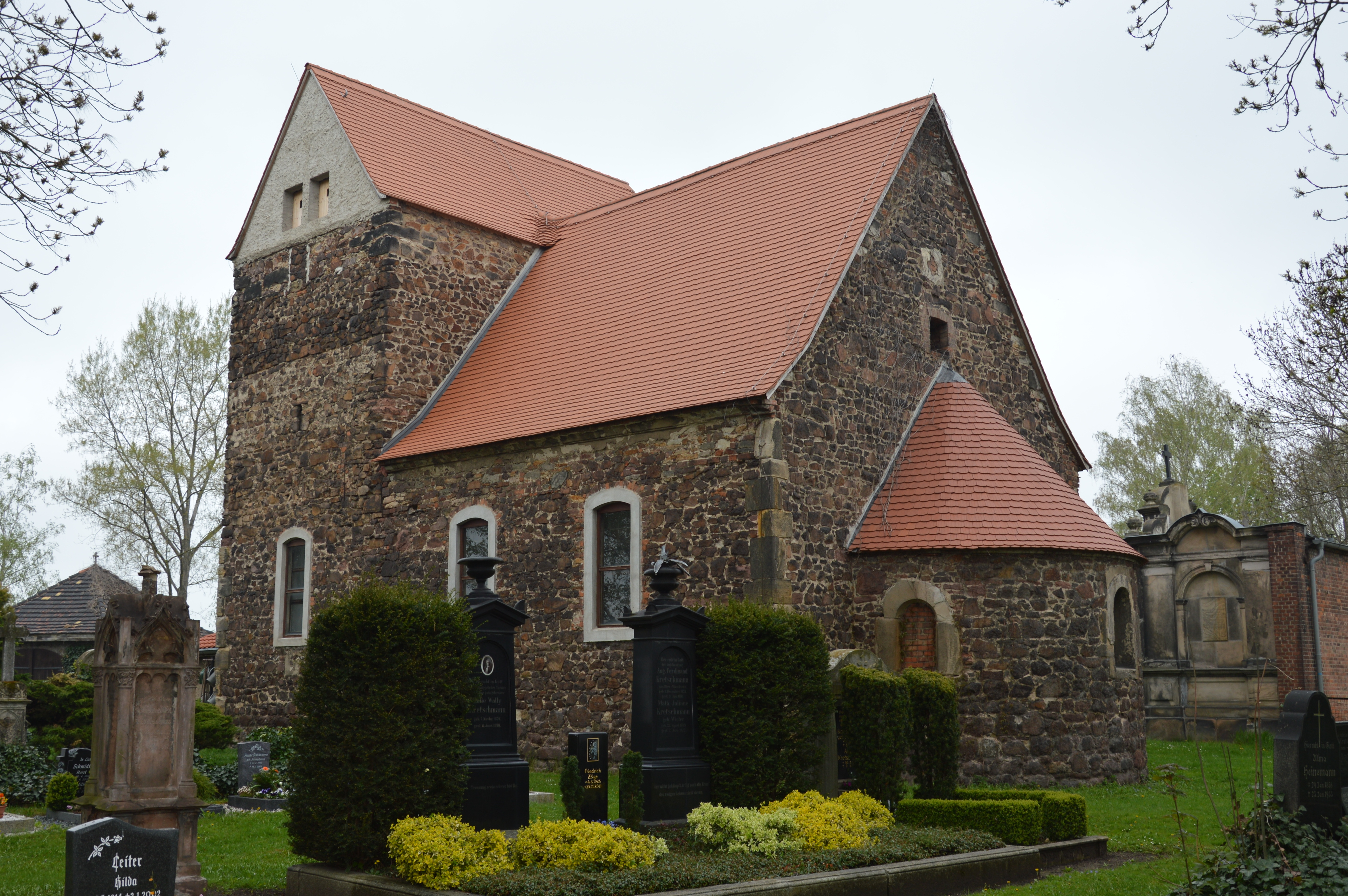
St. Nicolai, 2015

Die St.-Nicolai-Kirche ist die evangelische Kirche des Dorfes Untermaschwitz in Sachsen-Anhalt. Im örtlichen Denkmalverzeichnis ist die Kirche unter der Erfassungsnummer 094 55329 als Baudenkmal eingetragen.
Die Kirchengemeinde gehört zum Pfarramt Hohenthurm  im Kirchenkreis Halle-Saalkreis der Evangelischen Kirche in Mitteldeutschland.

## Architektur und Geschichte

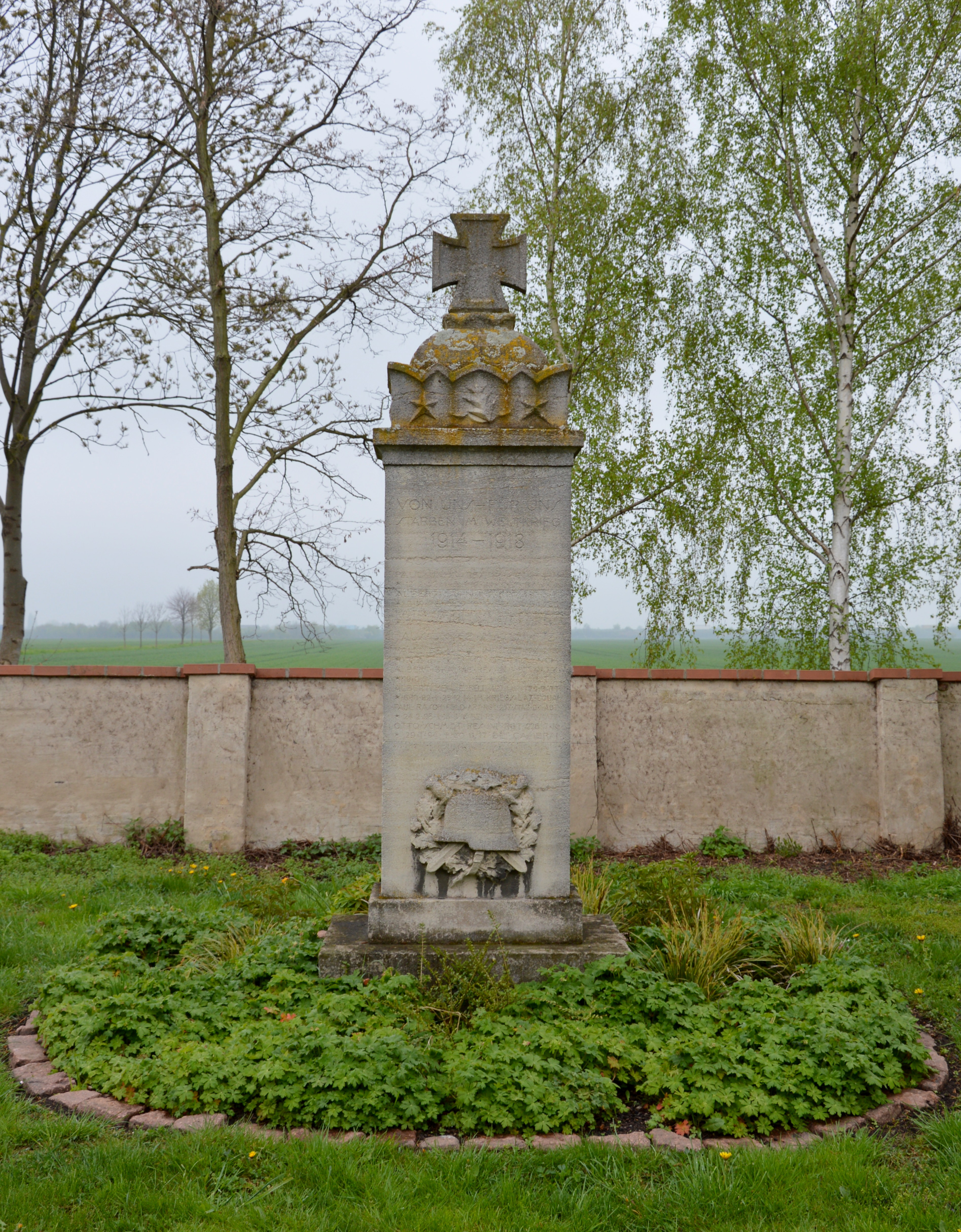
Kriegerdenkmal

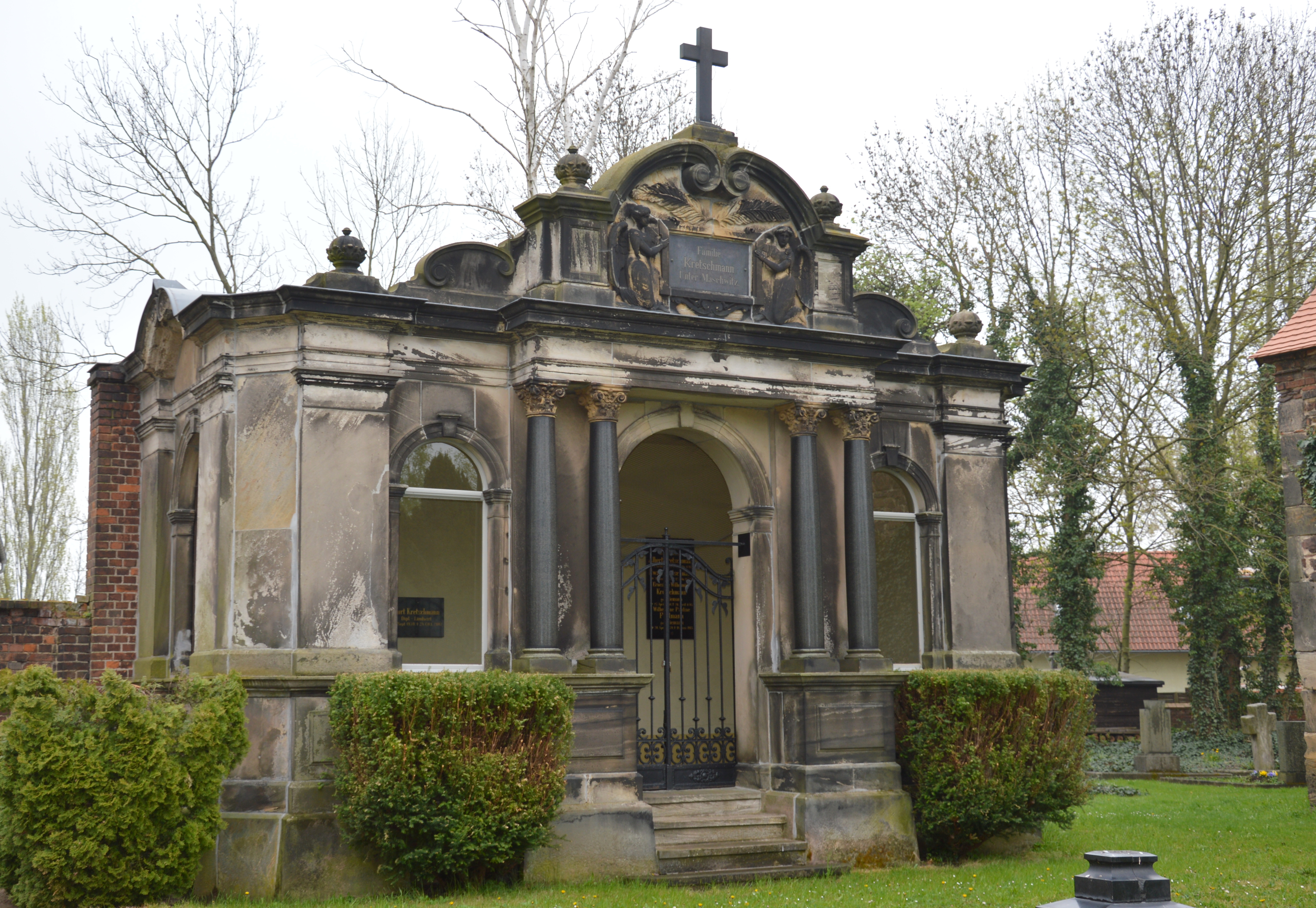
Grabmal der Familie Kretzschmann

Die Kirche wurde aus Bruchsteinen errichtet und geht in ihrem Kern bis auf die erste Hälfte des 13. Jahrhunderts zurück. Das Kirchenschiff hat einen rechteckigen Grundriss. An der Ostseite schließt sich eine halbrunde Apsis an. Auf der Westseite befindet sich ein querrechteckiger Kirchturm. Im Jahr 1731 wurden sowohl der Kirchturm als auch das Kirchenschiff erhöht und die Kirche insgesamt umgebaut. Im späten 19. Jahrhundert erhielt der Turm aus Ziegeln gemauerte Turmgiebel. Zugleich erfolgte an der Westseite des Turms ein Anbau.
Das Innere der Kirche wird von einer Balkendecke überspannt. An der Westseite besteht eine Empore aus dem 19. Jahrhundert. Die Ausstattungsstücke wie Kanzel, Kruzifix, Orgel, farbige Fenster und die aus Sandstein gefertigte Taufe stammen einheitlich vom Ende des 19. Jahrhunderts.
Auf dem Kirchhof nördlich der Kirche befindet sich die aufwendig gestaltete Familiengrabstätte der Gutsbesitzerfamilie Kretzschmann aus der Zeit um 1890 und ein Kriegerdenkmal für die Gefallenen des Ersten Weltkriegs.

## Orgel
Die heutige Orgel wurde im Jahr 1890 durch die Firma Rühlmann aus Zörbig als Opus 111 errichtet. Auf zwei Manualen und Pedal vereinigen sich auf mechanischen Schleifladen zehn klingende Stimmen. Die Trakturen sind mechanisch, das Instrument ist saniert.

## Kriegerdenkmal
Das Kriegerdenkmal für die Gefallenen des Ersten Weltkriegs von Untermaschwitz steht auf dem Kirchhof. Es handelt sich dabei um eine Stele, die von einem Eisernen Kreuz gekrönt und mit einem Relief eines Soldatenhelmes im Eichenlaub verziert ist. Ungewöhnlich ist die Verzierung mit fünfzackigen Sternen unter dem Eisernen Kreuz.